# Leckhampton
Leckhampton – osada i civil parish w Anglii, w Gloucestershire, w dystrykcie Cheltenham. W 2011 roku civil parish liczyła 4409 mieszkańców. Leckhampton jest wspomniana w Domesday Book (1086) jako Lechametone/Lechantone.